# Ussita
Ussita è un comune italiano di 354 abitanti della provincia di Macerata nelle Marche.
È un comune sparso, con la sede municipale in località Fluminata.

## Geografia fisica
È situato all'interno del Parco Nazionale dei Monti Sibillini, ai piedi del massiccio del Monte Bove.

## Origini del nome
L'origine del toponimo non è chiara. Le ipotesi più plausibili lo riconducono al latino exitus, uscita, porta, valico, o alla tribù sannitica degli Ussiti che si rifugiò sugli Appennini, o ad un'espressione albanese che significa "acqua impetuosa".

## Storia
La storia di Ussita è legata a quella di Visso, di cui era la più importante delle cinque "guaite" che nel XIII secolo, svincolatesi dall'autorità dei feudatari, entrarono a far parte di questo comune, mantenendo tuttavia l'autonomia amministrativa. Risale al 1380 la costruzione del castello sul colle Fantellino, favorita da Rodolfo da Varano.
È stata frazione di Visso fino al 1913, quando è stata eretta in Comune autonomo.
Il centro abitato è stato gravemente danneggiato dal terremoto del Centro Italia del 2016 e del 2017 in particolare dalle scosse avvenute tra il 26 e il 27 ottobre che hanno avuto come epicentro Castelsantangelo sul Nera e la stessa Ussita: le scosse hanno demolito, fra l'altro, la facciata della chiesa di Ussita, alcuni degli impianti sportivi e reso inagibile il 90% degli immobili, tra cui il municipio.

### Simboli
Lo stemma e il gonfalone del comune di Ussita sono stati concessi con decreto del presidente della Repubblica del 25 gennaio 2005.
Stemma
Gonfalone
Bandiera

## Monumenti e luoghi di interesse
Il castello di Ussita sorgeva sul colle Fantellino nella località di Castel Murato. Esso consisteva in una cinta muraria di forma trapezoidale, difesa da cinque torri e da un fossato esterno. Dei ruderi resta soprattutto una torre in pietra del XIV secolo a base quadrata inglobata nel cimitero comunale, in posizione dominante nella vallata, ma purtroppo crollata in seguito all'evento sismico del 30 ottobre 2016.
La principale chiesa è nella frazione Pieve. Negli anni '20 del XX secolo, per munificenza del cardinale Pietro Gasparri originario di Ussita, fu restaurata dall'architetto romano Aristide Leonori che le diede forme medievaleggianti con un rosone centrale in facciata.
La chiesa di Santa Maria Assunta a Calcara, è un'antica chiesa pievana. Fu costruita nel Trecento in stile gotico, su un precedente edificio di culto, e venne completata nel 1389. Da essa dipendevano ventidue cappelle e chiese della zona. La facciata rifatta in pietra ha un portale ogivale, sorretto da due colonnine, un rosone al centro e due finestre laterali cuspidate. All'interno, ad una navata, è un fonte battesimale del 1390, affreschi di Paolo da Visso del 1470 e pitture della scuola mevalese del 1456. Dietro l'altare maggiore è collocata una interessante tavola degli Angelucci di Mevale del 1584. In altri locali della chiesa sono conservati: un reperto di pietra calcarea dell'VIII-IX secolo d'arte barbarica, una statua romanica del XII secolo, una statua lignea trecentesca di San Sebastiano e diverse tele del Seicento e Settecento. Restaurata nel 1915 è stata resa inagibile dal terremoto di Umbria e Marche del 1997.
La chiesa di Santo Stefano è posta fuori dal borgo di Sorbo. È risalente al Duecento e, nonostante sia stata restaurata nel 1942 dal senatore Sili, ha mantenuto la struttura originale. Ad una sola navata, conserva sulla parete di fondo un affresco del 1474 attribuibile, per ragioni stilistiche benché sia deteriorato dal tempo, a Paolo da Visso. Al centro della stessa parete un altare ligneo barocco del Seicento.
La chiesa dei Santi Vincenzo ed Anastasio a Casali è un'antica cella monastica benedettina sorta nel periodo longobardo. Come indicato da un'iscrizione interna, nel 1093 fu consacrata dal vescovo di Spoleto. Nel 1115 passò alle dipendenze dell'abbazia di Sant'Eutizio. L'edificio conserva elementi architettonici romanici, nonostante i vari restauri. La facciata in pietra, restaurata nel 1929, ha un portale ad arco con ghiera dentellata e una bifora, la cui colonnina ha un capitello a stampella. Sull'arco della bifora è posto lo stemma dell'abbazia di Sant'Eutizio. L'interno ad una navata con capriata ha due altari lignei barocchi del Seicento; su uno di essi è posta una tela di A. Righi del 1638. Nell'abside, con doppio arco in pietra, è sistemato un altare, anch'esso in pietra, decorato con archetti in stile romanico-longobardo.
Nel borgo di Castel Fantellino è presente una chiesetta del Quattrocento, decorata nei secoli successivi da artisti provenienti da Roma.
La Fontana del Fantasma è un'antica fontana probabilmente adibita a lavatoio che sorge nel bosco, lungo il sentiero che conduce Castel Fantellino a Calcara. La leggenda vuole che una ragazza affetta da sonnambulismo sia scomparsa, una notte, sul sentiero, ed il giorno dopo il volto del fantasma era visibile inciso sulle fontana.

## Società

### Evoluzione demografica
Abitanti censiti

## Cultura
L'archivio comunale conserva gran parte delle testimonianze di vicende politiche e amministrative che nel corso dei secoli hanno segnato la vita della comunità. Sino agli anni settanta vi erano contenuti alcuni oggetti (tra i quali la medaglia della Conciliazione in argento ed il collare della Santissima Annunziata) appartenenti al cardinale Pietro Gasparri, che furono trafugati negli anni settanta.

## Geografia antropica
Il paese, a carattere tipicamente montano, si sviluppa su numerose piccole frazioni tutte adagiate alle pendici del Monte Bove. La sede comunale è a Fluminata.

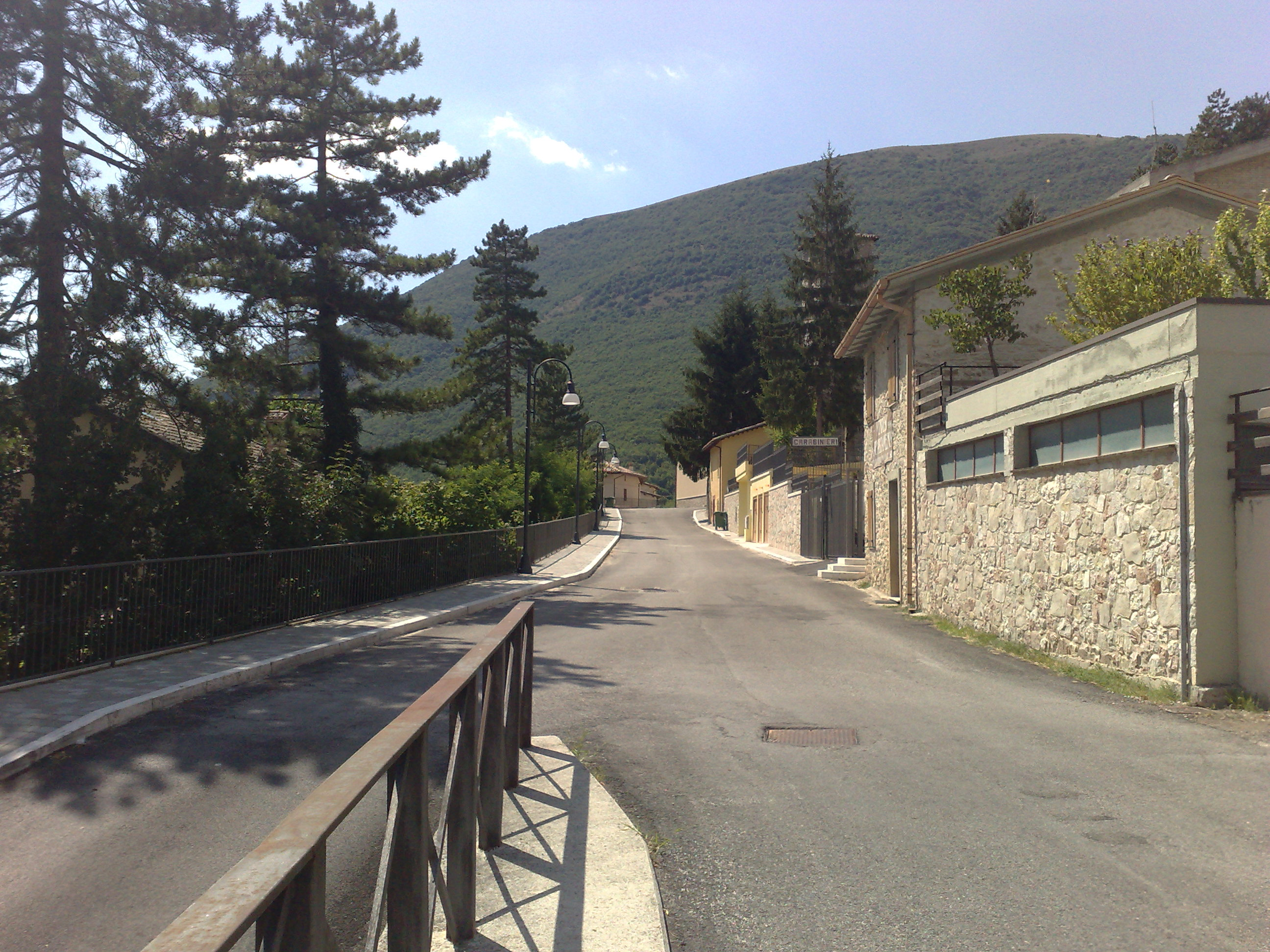
Il viale che porta alla chiesa di Santa Maria

### Frazioni
Le frazioni oggi inglobate nel capoluogo comunale sono:
- Fluminata è il centro della città costituito dal Palazzo municipale, recentemente ristrutturato, dalla piazza e dai principali piccoli negozi del paese;
- Pieve è quasi un tutt'uno con la frazione Fluminata, il nome deriva dalla chiesa.
- Vallazza: a metà strada tra Pieve e Fluminata. Caratteristico il parchetto nel quale scorre il torrente Ussita, affluente del fiume Nera.
- Tempori è la frazione posta sopra la Pieve.
- Sasso: si trova a ovest, in direzione di Visso.

Altre frazioni includono:

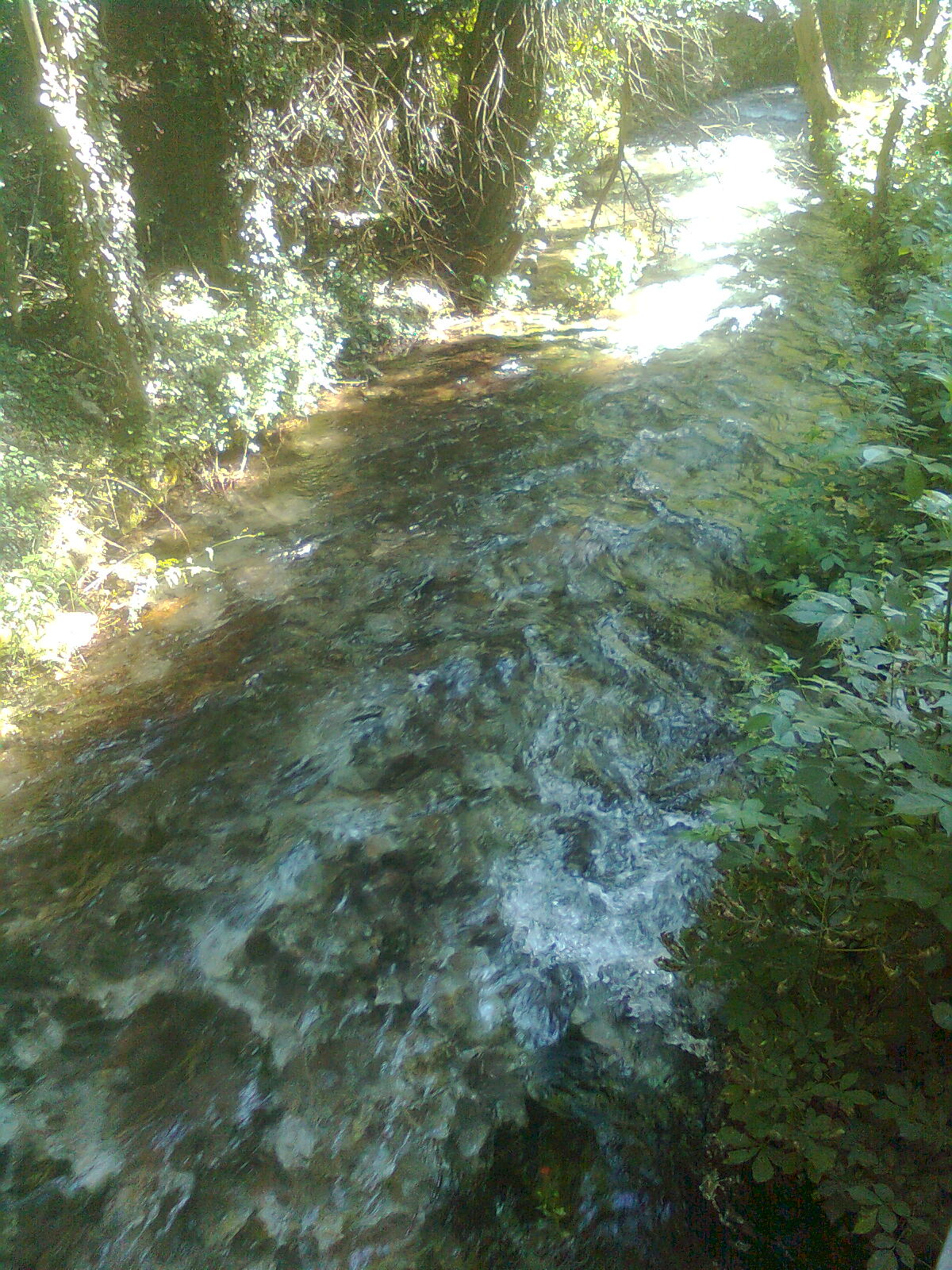
Torrente Ussita

- Capovallazza: situata all'estremità del paese, è sede dello stabilimento dell'acqua minerale Roana. Vi nacque il cardinale Pietro Gasparri;
- Sant'Eusebio: in posizione molto più elevata dal centro comunale, domina la valle del torrente Ussita;
- Calcara: situata a sud del centro, ha conservato il proprio nucleo originario.
- Castel Fantellino: prende il nome dai ruderi del castello trecentesco oggi inglobati nel cimitero comunale.
- Casali: sorge su una terrazza naturale sulle pendici di Monte Rotondo.
- Vallestretta: costituita dagli agglomerati di Tresto e Cuntra, sorge in fondo ad una valle alla destra orografica del torrente Ussita, delimitata dalle pendici del Monte Rotondo e del Monte Careschio, e sovrastata dal versante ovest di Croce di Monte Rotondo. Negli anni novanta fu risparmiata da una valanga che si fermò poco a monte delle abitazioni.
- Frontignano: stazione sciistica dominata dai massicci del Bove e del Bicco.
- Sammerlano: è la frazione più recente, sorta negli anni ottanta del XX secolo.
- Sorbo: conserva quasi intatte le caratteristiche del borgo di montagna.
- Cuore di Sorbo.
- San Placido: antica frazione ormai disabitata, situata sulla parte alta dei pendii che dominano l'alta valle del Nera, non lontano da Frontignano. Vi è un cimitero antichissimo.

## Amministrazione
| Periodo           | Periodo           | Primo cittadino        | Partito                                   | Carica                  | Note                               |
| ----------------- | ----------------- | ---------------------- | ----------------------------------------- | ----------------------- | ---------------------------------- |
| 24 giugno 1985    | 19 maggio 1990    | Nicola Rinaldi         | Democrazia Cristiana                      | Sindaco                 | [ 10 ]                             |
| 20 maggio 1990    | 23 aprile 1995    | Nicola Rinaldi         | Democrazia Cristiana                      | Sindaco                 | [ 10 ]                             |
| 24 aprile 1995    | 13 giugno 1999    | Silvia Bernardini      | Centro-sinistra                           | Sindaco                 | [ 10 ] [ 11 ]                      |
| 14 giugno 1999    | 12 giugno 2004    | Silvia Bernardini      | Lista civica                              | Sindaco                 | [ 10 ] [ 12 ]                      |
| 13 giugno 2004    | 7 giugno 2009     | Sergio Morosi          | Lista civica                              | Sindaco                 | [ 10 ] [ 13 ]                      |
| 8 giugno 2009     | 25 maggio 2014    | Sergio Morosi          | Lista civica Impegno per Ussita           | Sindaco                 | [ 10 ] [ 14 ]                      |
| 26 maggio 2014    | 6 giugno 2017     | Marco Rinaldi          | Lista civica Per Ussita Nuova             | Sindaco                 | [ 10 ] [ 15 ] [ 16 ] [ 17 ] [ 18 ] |
| 7 giugno 2017     | 10 giugno 2018    | Mauro Passerotti       |                                           | Commissario prefettizio | [ 10 ] [ 19 ]                      |
| 11 giugno 2018    | 26 luglio 2019    | Vincenzo Marini Marini | Lista civica Ussita - Comunità in cammino | Sindaco                 | [ 10 ] [ 20 ]                      |
| 27 luglio 2019    | 19 agosto 2019    | Remo Conti             | Lista civica Ussita - Comunità in cammino | Vicesindaco             | [ 10 ]                             |
| 20 agosto 2019    | 22 settembre 2020 | Giuseppe Fraticelli    |                                           | Commissario prefettizio | [ 21 ]                             |
| 22 settembre 2020 | in carica         | Silvia Bernardini      | Lista civica Progetto Ussita              | Sindaco                 | [ 22 ]                             |

## Economia
Comune tipicamente montano, Ussita è oggi una località turistica nella quale d'inverno è possibile praticare lo sci, con piste e impianti di risalita presso Frontignano, e d'estate il nordic walking. Il comune è munito di una centrale idroelettrica, rimodernata nel 2008, che provvede a fornire il comune di una grossa fonte di introiti. Grazie alla floridezza della sua economia in alcune classifiche nazionali Ussita si è qualificata terzo comune più ricco d'Italia.

### Energia idroelettrica
Il Comune di Ussita ha una sua piccola storia nel settore dell'energia elettrica. Già nel 1928 venne realizzata per interessamento del Cardinale Pietro Gasparri una prima centralina idroelettrica in località Vallazza. Questa turbina è ancora oggi esistente nel fabbricato di fronte alla Casa di Riposo. Il fabbricato, successivamente ampliato, oggi costituisce la cabina di arrivo della rete elettrica di collegamento a Visso e da qui partono le linee per le varie frazioni ed abitati di tutto il Comune. La prima centralina veniva alimentata dal torrente Ussita tramite un canale a deflusso continuo con un salto di soli 4 metri. Successivamente venne creato poco sopra un piccolo bacino con uno sbarramento in cemento che consentiva di accumulare acqua durante la notte per produrre durante il giorno. Un passaggio fondamentale avvenne negli anni sessanta quando il settore dell'energia elettrica venne nazionalizzato e nacque l'Enel, monopolista nazionale. Il Comune riuscì ad evitare la nazionalizzazione della sua centralina ed a mantenere anche la rete di distribuzione dell'energia elettrica su tutto il suo territorio.
Nel 1973 venne costruita la centrale di San Simone in località La Serra a monte di Capovallazza, dietro il Parco della Vittoria. Questa centrale sfruttava sempre le acque del fiume Ussita, ma con un salto di ben 250 metri. Questo impianto era già capace di assicurare le necessità di energia dell'intero territorio comunale ed è rimasto in funzione fino al 1991.
La ruota della turbina è ora esposta sul piazzale antistante la centrale.
Nel 1982, con l'emanazione della legge 308 per incentivare la produzione di energia elettrica da fonti rinnovabili, venne presentata all'allora Ministero dell'industria la domanda per ottenere il contributo per la costruzione di due nuove centrali. La prima con un salto di circa 90 metri e la seconda con un salto di circa 60. Nello stesso tempo un'altra domanda veniva presentata da Ussita, insieme ai comuni di Visso e Castelsantangelo sul Nera, per costruire una centrale sul fiume Nera con spese ed entrate ripartite tra i tre comuni. Lo sforzo finanziario per quel tempo fu notevole anche perché sotto il monopolio Enel i prezzi di vendita dell'energia erano particolarmente bassi e non remunerativi. Con l'occasione però oltre alle tre centrali nuove il Comune di Ussita provvide al cambio delle macchine anche nella centrale di San Simone e queste macchine sono ancora installate nel fabbricato e sono state in produzione fino al 2007 anche se nel corso della loro breve vita hanno subito una serie di vicende che coinvolsero anche la centrale in comproprietà con Visso e Castelsantangelo sul Nera.
All'inizio del 2008 il Comune di Ussita ha sostituito nuovamente tutte le macchine della centrale di San Simone.

## Sport
Nella frazione di Calcara hanno sede i principali impianti sportivi, tra i quali il campo da calcio, i campi da tennis, la piscina e il moderno palazzetto del ghiaccio omologato per le gare di hockey, attualmente chiusi a causa dei sismi 2016 / 2017.